# Romoaldo Braschi-Onesti
Romoaldo (o Romualdo) Braschi-Onesti (Cesena, 19 luglio 1753 – Roma, 30 aprile 1817) è stato un cardinale italiano.

## Biografia

### I primi anni e l'inizio della carriera ecclesiastica
Nacque a Cesena il 19 luglio 1753, figlio del conte Girolamo Onesti, marchese di baldacchino, e di Giulia Braschi, sorella del cardinale Giovanni Braschi, futuro papa Pio VI. Suo fratello fu Luigi Braschi-Onesti, comandante della guardia pontificia e primo sindaco di Roma in età napoleonica. Dopo aver compiuto i primi studi a Ravenna presso il Collegio dei Nobili, venne chiamato a Roma nel maggio del 1778 dallo zio cardinale che nel frattempo era divenuto pontefice. Nello stesso anno, grazie al patrocinio del potente parente, venne avviato alla carriera ecclesiastica e nominato delegato apostolico in Francia, con l'incarico di consegnare la berretta cardinalizia ai neocardinali francesi Rochefoucauld e Rohan.
In quell'occasione, stimandolo per la sua professionalità e per il suo ruolo di nipote del pontefice (quindi in vista di future e amichevoli relazioni con lo Stato Pontificio), Luigi XVI gli assegnò l'abbazia di Chaage nella diocesi di Meaux, con annessa una rendita annuale di 5.000 scudi.
Dopo essere rientrato a Roma, il 5 settembre 1779, Braschi-Onesti venne premiato dallo zio per la buona riuscita della missione con la nomina a referendario del Supremo tribunale della Segnatura apostolica e nel 1780 venne nominato maggiordomo e prefetto dei sacri palazzi, carica con la quale diresse il fastoso matrimonio del fratello Luigi che venne celebrato dallo zio nella Cappella Sistina proprio nell'anno successivo. Nel 1782, in occasione del viaggio di Pio VI a Vienna, egli ricevette in consegna il testamento di suo zio e nel 1784 venne nominato Gran Priore dell'Ordine di Malta a Roma, ottenendo la decorazione di gran croce dell'Ordine dei Santi Maurizio e Lazzaro dal re di Sardegna Vittorio Amedeo III di Savoia.

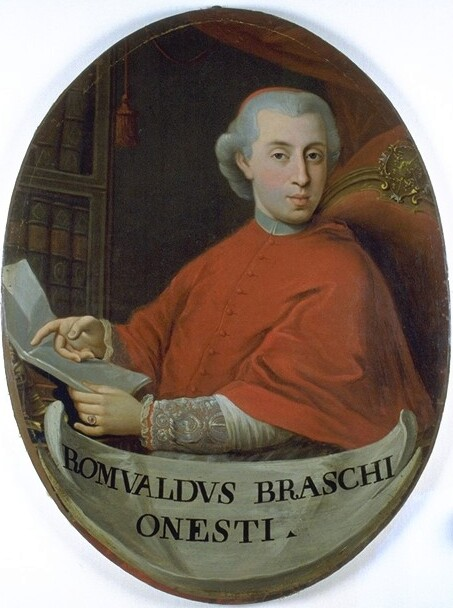
Ritratto del cardinal Braschi-Onesti

### Cardinal nipote

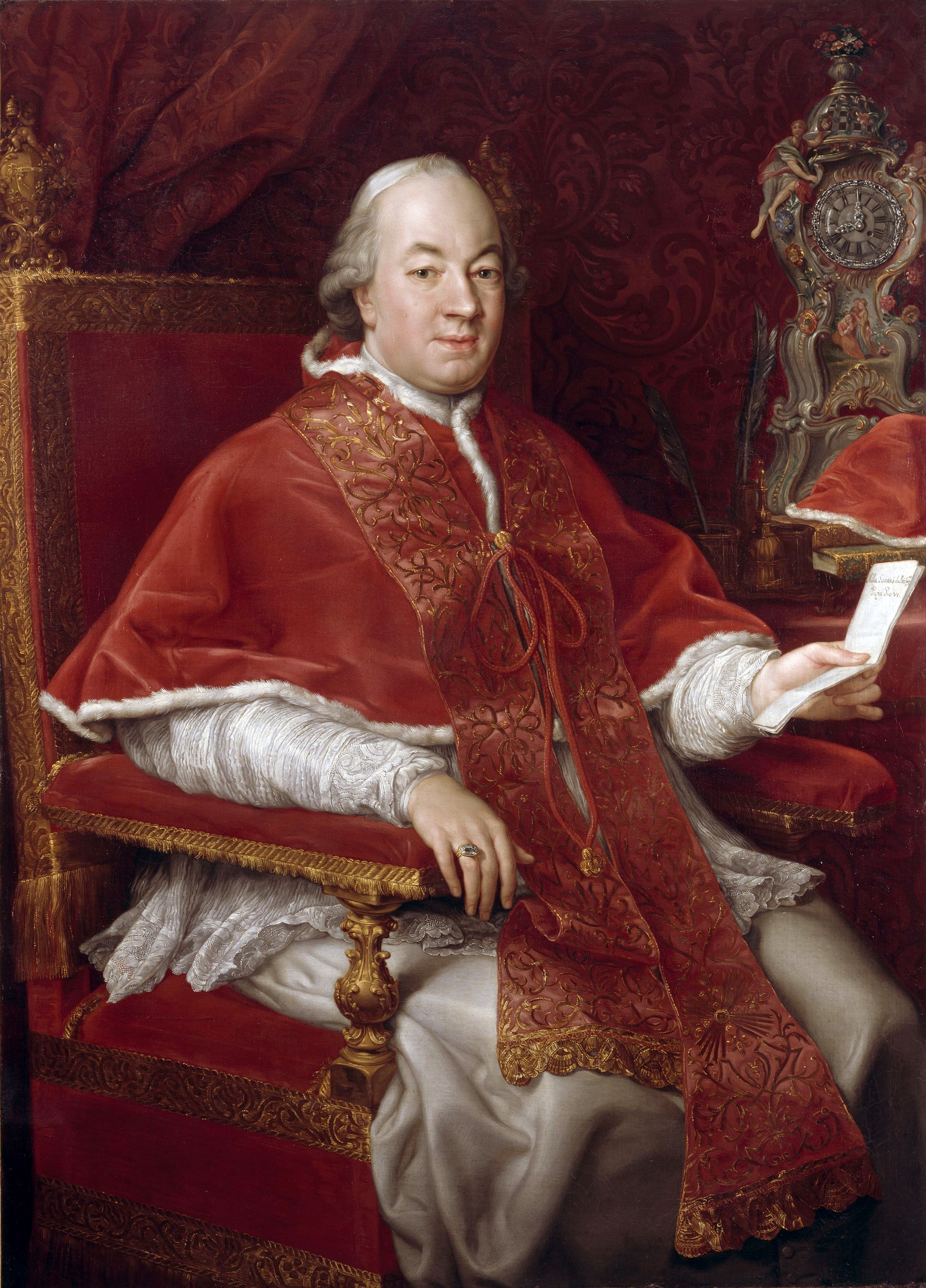
Pio VI, zio di Romoaldo Braschi-Onesti, fu colui che lo nominò cardinale nel 1786

Papa Pio VI lo elevò al rango di cardinale nel concistoro del 18 dicembre 1786 e fino alla nomina del cardinale Diego Innico Caracciolo di Martina è stato il porporato italiano più giovane. Il 5 gennaio dell'anno successivo venne nominato segretario dei Brevi Segreti ottenendo dal 1787 la diaconia di San Nicola in Carcere (dopo che ebbe ricevuto il 14 dicembre di quell'anno un indulto lo dispensava dall'obbligo di prendere gli ordini minori). Malgrado il suo essere nipote del papa, ad ogni modo, egli non approfittò mai di tale posizione per esercitare influenze politiche anche interne al collegio dei cardinali sia per mancanza di doti che di aspirazioni personali, mantenendo un certo distacco dalla vita mondana della Roma di fine Settecento.
Nel 1797, Pio VI gli affidò l'incarico di trasferire la corte pontificia a Gaeta in caso di invasione dei francesi, ma giunto al convento di Santa Chiara di Napoli venne impossibilitato al rientro a Roma in quanto dal febbraio del 1798 i francesi avevano ormai occupato Roma e non era più salubre per un cardinale rientrare in un momento così difficile. Quando la situazione poi peggiorò dopo la morte di Pio VI a Valence nel 1799, Braschi-Onesti prese parte al primo conclave per la rielezione del pontefice che si tenne al convento di San Giorgio Maggiore.

### Dopo la morte di Pio VI
Come nipote dell'ultimo pontefice, qui Romoaldo prese una posizione fissa sui nuovi candidati da proporre ma senza successo, prima per l'opposizione degli altri cardinali e poi per l'opposizione dell'Imperatore. Infine, grazie all'opera di Ercole Consalvi, la scelta venne fatta ricadere su Gregorio Barnaba Chiaramonti di Cesena, conterraneo ed amico personale del Braschi-Onesti che venne eletto col nome di Pio VII il 14 marzo 1800.
Per l'appoggio dato al papa neoeletto, dopo essere rientrato a Roma, venne nominato membro della Congregazione per la Riforma Economica che aveva il compito di rinsaldare le finanze dello Stato dopo il periodo napoleonico. Il 22 dicembre 1800 venne nominato Camerlengo di Santa Romana Chiesa e da questa posizione cercò senza successo di opporsi alla liberalizzazione del commercio interno allo Stato Pontificio abolendo il protezionismo. Tale opposizione era dettata dalla perdita di alcune gabelle che spettavano al suo collegio e di cui egli parzialmente usufruiva, al punto che egli decise in protesta di dimettersi dal 10 novembre 1801 e riprendendo l'incarico di segretario dei Brevi Latini.
Nel 1804 il Braschi-Onesti fu a Parigi assieme al pontefice per presenziare alla cerimonia dell'incoronazione di Napoleone Bonaparte ed ebbe il ruolo di diacono durante la celebrazione. Nel 1809, dopo che i francesi ebbero annesso Roma direttamente all'Impero, il Braschi-Onesti venne costretto a partire per il luogo natio e rimase a Cesena sino alla restaurazione del papa.

### Il rientro a Roma e gli ultimi anni
Romoaldo Braschi-Onesti morì a Roma il 30 aprile 1817 all'età di 63 anni lasciando 10.000 scudi per la costruzione del monumento in San Pietro dedicato allo zio papa Pio VI che venne affidato al premiato scultore Antonio Canova.
I suoi precordi furono inumati nella cappella della Madonna della Clemenza al Pantheon.

## Albero genealogico
|                                                 |                                     |                                   | Genitori |  |  | Nonni |  |  | Bisnonni |  |  | Trisnonni |  |
|                                                 |                                     |                                   |          |  |  |       |  |  | …        |  |  | …         |  |
|                                                 |                                     |                                   |          |  |  |       |  |  | …        |  |  | …         |  |
|                                                 |                                     | …                                 |          |  |  |       |  |  | …        |  |  |           |  |
| …                                               |                                     |                                   |          |  |  |       |  |  | …        |  |  |           |  |
|                                                 |                                     | …                                 | …        |  |  |       |  |  |          |  |  |           |  |
|                                                 |                                     | …                                 | …        |  |  |       |  |  |          |  |  |           |  |
|                                                 |                                     | …                                 | …        |  |  |       |  |  |          |  |  |           |  |
| Girolamo Onesti, marchese e conte Onesti        |                                     | …                                 |          |  |  |       |  |  |          |  |  |           |  |
|                                                 |                                     | …                                 | …        |  |  |       |  |  |          |  |  |           |  |
|                                                 |                                     | …                                 | …        |  |  |       |  |  |          |  |  |           |  |
|                                                 |                                     | …                                 | …        |  |  |       |  |  |          |  |  |           |  |
| …                                               |                                     | …                                 |          |  |  |       |  |  |          |  |  |           |  |
|                                                 |                                     | …                                 | …        |  |  |       |  |  |          |  |  |           |  |
|                                                 |                                     | …                                 | …        |  |  |       |  |  |          |  |  |           |  |
|                                                 |                                     | …                                 | …        |  |  |       |  |  |          |  |  |           |  |
| Romoaldo Braschi-Onesti                         |                                     | …                                 |          |  |  |       |  |  |          |  |  |           |  |
|                                                 | Francesco Braschi, conte di Falcino | Antonio Braschi, conte di Falcino |          |  |  |       |  |  |          |  |  |           |  |
|                                                 | Francesco Braschi, conte di Falcino | Antonio Braschi, conte di Falcino |          |  |  |       |  |  |          |  |  |           |  |
|                                                 | Francesco Braschi, conte di Falcino | …                                 |          |  |  |       |  |  |          |  |  |           |  |
| Marco Aurelio Tommaso Braschi, conte di Falcino | Francesco Braschi, conte di Falcino |                                   |          |  |  |       |  |  |          |  |  |           |  |
|                                                 |                                     | …                                 | …        |  |  |       |  |  |          |  |  |           |  |
|                                                 |                                     | …                                 | …        |  |  |       |  |  |          |  |  |           |  |
|                                                 |                                     | …                                 | …        |  |  |       |  |  |          |  |  |           |  |
| Elena Giulia Francesca Braschi                  |                                     | …                                 |          |  |  |       |  |  |          |  |  |           |  |
|                                                 |                                     | Francesco Bandi, conte Brandi     | …        |  |  |       |  |  |          |  |  |           |  |
|                                                 |                                     | Francesco Bandi, conte Brandi     | …        |  |  |       |  |  |          |  |  |           |  |
|                                                 |                                     | Francesco Bandi, conte Brandi     | …        |  |  |       |  |  |          |  |  |           |  |
| Anna Teresa Bandi                               |                                     | Francesco Bandi, conte Brandi     |          |  |  |       |  |  |          |  |  |           |  |
|                                                 |                                     | Colomba Leonardelli               | …        |  |  |       |  |  |          |  |  |           |  |
|                                                 |                                     | Colomba Leonardelli               | …        |  |  |       |  |  |          |  |  |           |  |
|                                                 |                                     | Colomba Leonardelli               | …        |  |  |       |  |  |          |  |  |           |  |
|                                                 |                                     | Colomba Leonardelli               |          |  |  |       |  |  |          |  |  |           |  |